# Cyclosa tropica
Cyclosa tropica là một loài nhện trong họ Araneidae.
Loài này thuộc chi Cyclosa. Cyclosa tropica được Biswamoy Biswas & Dinendra Raychaudhuri miêu tả năm 1998.